# 阿拉赫列伊湖
阿拉赫列伊湖是俄羅斯的湖泊，由外貝加爾邊疆區負責管轄，位於維季姆高原南部，該湖長10.9公里、寬6.8公里，面積58.5平方公里，集水區面積256平方公里，最大深度約17米。